# Cantone di Grimaud
Il Cantone di Grimaud era una divisione amministrativa dell'arrondissement di Draguignan.
È stato soppresso a seguito della riforma complessiva dei cantoni del 2014, che è entrata in vigore con le elezioni dipartimentali del 2015.
Comprendeva i comuni di:
- Cogolin
- La Garde-Freinet
- Grimaud
- Plan-de-la-Tour
- Sainte-Maxime